# Argopecten
Genre
Les représentants du genre Argopecten, généralement connus sous le nom de pétoncles ou peignes, sont des mollusques bivalves de la famille des pectinidés qui comporte aussi les coquilles Saint-Jacques. Il s'agit très généralement d'espèces dont les bancs naturels sont exploités, ou qui sont élevées dans des installations aquacoles (pectiniculture).

## Liste des espèces
Selon World Register of Marine Species (3 déc. 2020) :
- Argopecten gibbus (Linnaeus, 1758) - pétoncle calicot (Canada)
- Argopecten irradians (Lamarck, 1819) - pétoncle de baie ou peigne-baie de l'Atlantique (Canada)
- Argopecten lineolaris (Lamarck, 1819)
- Argopecten noronhensis (E. A. Smith, 1885)
- Argopecten nucleus (Born, 1778)
- Argopecten purpuratus (Lamarck, 1819) - pétoncle chilien
- Argopecten sugillatus (Reeve, 1852)
- Argopecten ventricosus (G. B. Sowerby II, 1842)